# エドウィン・コリンズ
エドウィン・コリンズ（Edwyn Collins, 1959年8月23日 - ）は、スコットランド出身のミュージシャン。1980年代に活動したポスト・パンク/ニューウェイブバンド、オレンジ・ジュースのボーカリストとして知られる。

## 来歴
エディンバラ生まれ。1976年にグラスゴー郊外の仲間と共にNu-Sonicsを結成。1979年にオレンジ・ジュースと名前を変える。バンドの初公演は1979年4月20日グラスゴー・アートスクール内のヴィクトリア・カフェで行われた。オレンジ・ジュースはインディレーベルのポストカードからいくつかのシングルをリリースした後、ポリドールと契約を結ぶ。2枚目のアルバムからシングルカットされた『リップ・イット・アップ』は全英8位のヒットシングルとなり大きな成功を収める。1985年、オレンジ・ジュースは解散。コリンズはソロ活動を始める。
1987年、クリエイション・レコーズのアラン・マッギーがワーナー・エレクトラ・アトランティック（WEA、現ワーナー・ミュージック・グループ）と共同出資し設立したエレヴェイション・レコーズから2枚のシングルをリリースしソロ・デビューを飾る。しかしレーベルは短命に終わり、自主レーベルでの活動を始める。
1994年のシングル「ガールズ・ライク・ユー」はコリンズのソロ活動の中でも最もよく知られている。このシングルは全英4位、ビルボードでも32位のヒットとなる。この曲は映画『エンパイア レコード』、『チャーリーズ・エンジェル フルスロットル』のサウンドトラックにも収録されている。1997年にリリースされたシングル「ザ・マジック・パイパー(オブ・ラヴ)」は『オースティン・パワーズ』のサウンドトラックに収録されている。
1994年、コリンズはレコーディングスタジオを建てる。そこで自身のアルバム『ゴージャス・ジョージ』を製作したほか、プロデューサーとしてザ・クリブスやリトル・バーリーなどのプロデュースを手掛けている。
2005年2月、病に倒れる（後述）が、2007年にアルバム『ホーム・アゲイン』をリリースし復帰。シングルカットされた同名曲のアートワークはリハビリ中に書き始めた鳥のスケッチを元にバーナード・バトラーやグレアム・コクソン、ジャービス・コッカー、アーヴィン・ウェルシュなど26名もの著名人がデザインを手掛け、1500枚限定でリリースされた。その他リハビリ中に書かれた鳥のスケッチは2008年10月、ロンドンにて"British Birdlife"と名付けられた展覧会で展示され、後に"Some British Birds"という本にまとめられ出版された。
2009年、Ivor Novello Awardsにて表舞台に復帰、特別賞（The Ivor Inspiration Award）を受賞した。

## 私生活
コリンズの妻はグレイス・マクスウェル。彼女はコリンズのマネージャーでもある。彼らはロンドンで一人息子のウィリアムと暮らしている。彼は父親のマイスペースを管理している。
2005年2月18日、BBCラジオのインタビューを受けた際にコリンズは気分が優れないこと、吐き気や目まいなどの症状を訴えていた。症状は深刻で2日後にはロンドンの病院へ入院した。脳溢血と診断され、2月25日に手術を受けた。手術は成功し、コリンズは長いリハビリプログラムに取り組むことになった。
長いリハビリ生活の後、2007年9月にコリンズは6枚目のソロアルバム『ホーム・アゲイン』をリリースした。このアルバムの制作はコリンズが病に倒れる前に始まっていたが、退院後にミックスを行い完成させた。徐々にではあるがライブ活動も再開させ、キャンディ・ツインズは彼の復帰を祝うトリビュートソングを披露した。
2008年5月18日、BBCスコットランド製作のドキュメンタリー"Edwyn Collins:Home Again"が放送された。ナレーターは同郷のフランツ・フェルディナンドのアレックス・カプラノスが務めた。映像は2007年の退院から復帰後初のパフォーマンスとなるBBCエレクトリック・プロムスまでを追っている。

## ディスコグラフィ

### スタジオ・アルバム
- ホープ&ディスピアー Hope and Despair
  - 1989年1月発売（Demon）
- ヘルベント・オン・コンプロミス Hellbent on Compromise
  - 1990年1月発売（Diablo）
- ゴージャス・ジョージ Gorgeous George
  - 1994年8月発売（Setanta）、全英8位
- アイム・ノット・フォローイング・ユー I'm Not Following You
  - 1997年8月発売（エピック・レコード）、全英55位
- ドクター・シンタックス Doctor Syntax
  - 2002年4月発売（Setanta）
- ホーム・アゲイン Home Again
  - 2007年9月発売（Heavenly）、全英90位
- ルージング・スリープ Losing Sleep
  - 2010年9月発売（Downtown）
- アンダーステーティッド Understated
  - 2013年3月発売予定（AED）

### 編集盤
- エレヴェーション・デイズ Elevation Days
  - 1995年4月発売（WEA）
  - エレベイション時代のシングル2枚をコンパイル。
- ニューワールド If You Could Love Me~I hear a New World
  - 1995年8月発売（Pヴァイン）
  - シングルB面やリミックスを収録した日本編集盤。
- グレイテスト・ヒッツ1981/2001 A Casual Introduction 1981/2001
  - 2003年4月発売（Setanta）
  - オレンジ・ジュース時代の曲も含めたベストアルバム。

### オレンジ・ジュース
- キャント・ハイド・ユア・ラヴ・フォーエヴァー You Can't Hide Your Love Forever
  - 1982年2月発売（ポリドール）、全英21位
- キ・ラ・メ・キ・トゥモロー Rip It Up
  - 1982年11月発売（ポリドール）、全英39位
- テキサス・フィーヴァー Texas Fever
  - 1984年2月発売（ポリドール）、全英34位
- ザ・サード・アルバム The Orange Juice
  - 1984年11月発売（ポリドール）